# Željko Pavlović
Željko Pavlović (Sarajevo, 2 maart 1971) is een Bosnisch-Kroatisch gewezen doelman. Pavlović stopte er in de zomer van 2009 mee.

## Spelerscarrière
- 1989-1993:  FK Željezničar Sarajevo
- 1993-1994:  NK Dinamo Zagreb
- 1994-1996:  NK Zagreb
- 1996-1997:  FC Linz
- 1997-2001:  LASK Linz
- 2001-2003:  RSC Anderlecht
- 2003-2004:  SV Austria Salzburg
- 2004:       FC Kärnten
- 2004-2008:  FC Wacker Innsbruck
- 2008-jan.09: zonder club
- jan.09-2009:  NK Hrvatski Dragovoljac

## International
Pavlovic kwam 7 keer uit voor Kroatië. Pavlović kon ook uitkomen voor het voetbalelftal van Bosnië en Herzegovina, vanwege zijn Bosnische wortels.